# 里維利鎮區 (阿肯色州洛根縣)
里維利鎮區（英語：Reveilee Township）是位於美國阿肯色州洛根縣的一個行政鎮區。

## 地方資料
里維利鎮區的面積為86.91平方千米，當中陸地面積為86.50平方千米，而水域面積為0.41平方千米。根據2010年美國人口普查的數據，當地共有人口1462人，而人口密度為每平方千米16.82人。